# Sinesio di Cirene
(Sinesio, De insomniis, 14)
Sinesio di Cirene (latino: Synesius; Cirene, 370 circa – Cirene, 413) è stato un filosofo, vescovo e scrittore greco antico, neoplatonico, discepolo di Ipazia, poi vescovo di Tolemaide di Libia.
Fu autore di inni religiosi, saggi (tra cui la sua opera più importante, gli Egizi, o della provvidenza) e lettere. Ebbe anche interessi scientifici, come attestato da una sua lettera ad Ipazia in cui è presente il più antico riferimento ad un idrometro; un lavoro sull'alchimia sotto forma di commento allo pseudo-Democrito; un trattato sulla costruzione di un astrolabio.

## Biografia

### Carriera politica e letteraria
Sinesio nacque a Cirene intorno al 370 da una ricca famiglia che affermava di discendere dai fondatori della città, a loro volta pretesi discendenti dell'eraclide Euristeo. Verso il 392 si recò assieme al fratello Evozio in Grecia; nel 393 andarono invece a studiare ad Alessandria d'Egitto, dove divenne un neoplatonico e un discepolo della filosofa Ipazia.
Intorno all'anno 397 ritornò nella città d'origine; qui venne scelto per condurre un'ambasciata delle città della Pentapoli cirenaica presso la corte imperiale di Costantinopoli, con lo scopo di chiedere all'imperatore Arcadio una riduzione delle tasse. Il suo discorso all'imperatore (di tipo denominato epidittico, cioè dimostrativo secondo la retorica dell'epoca "Seconda Sofistica"), noto come All'imperatore sulla regalità o De regno, presenta gli argomenti che dovrebbero essere studiati da un governante saggio e afferma che il primo dovere di un sovrano è la lotta alla corruzione. Inoltre in esso è incisivamente avanzata anche l'attenzione per il pericolo a cui era esposta la fertile area della suddetta provincia africana (Pentapoli) a motivo delle scorribande dei nomadi barbari, territorio che l'Autore, detenendo l'incarico di curiale, aveva il dovere di far proteggere, provvedendo alla sua sicurezza. Tal preoccupazione per la difesa dalle orde, che facilmente penetravano in quelle zone dell'Impero con effetti devastanti, fu costantemente vivida in lui e forse ancor più icasticamente la rappresentò anche nell'operetta Catastasis composta nel 412.
Durante i suoi tre anni di permanenza a Costantinopoli si dedicò alla stesura di un'opera letteraria, gli Egizi, o della provvidenza: si tratta di un'allegoria in cui il buon Osiride e il cattivo Tifone (che rappresentano i ministri di Arcadio Aureliano e il goto Gainas) lottano per il predominio; nell'opera viene affrontata la questione dell'esistenza del male permessa da Dio.
Se la composizione degli Egizi aveva lo scopo di ingraziarsi Aureliano, Sinesio riuscì nel suo intento, perché nel 400 la riduzione delle tasse richiesta venne concessa e Sinesio poté ritornare in patria. Si stabilì in una sua proprietà nell'interno della Libia, ad Anchimachus, dove si dedicò ai libri e alla caccia, tornando in città solo quando richiesto dagli affari. Nel 402 si recò in visita ad Atene, la cui scuola filosofica trovò inferiore a quella di Alessandria; forse nel 403 si trasferì ad Alessandria. Qui si sposò: il celebrante fu il vescovo Teofilo, mentre il nome della sposa non è noto, sebbene si trattò sicuramente di una donna cristiana, dalla quale ebbe tre figli, che morirono tutti in tenera età.
Necessario, al fine di comprendere la personalità dell'Autore e lo spaccato della realtà concreta in cui si compì la sua vicenda umana, è l'epistolario la cui scrittura abbraccia l'arco più rilevante della sua vita. La sua devozione ideale e morale mantenuta (da quando ne fu discepolo) per Ipazia, che pure mai si convertì al cristianesimo, è testimoniata dalle svariate lettere ad ella indirizzate, come l'ultima probabilmente scritta poco prima di morire, in cui, esprimendole il suo sconforto, sempre addolorato dal ricordo del decesso dei propri figli, la definisce: "...madre, sorella, maestra...".

### Ministero episcopale
Nel 409/410 Sinesio venne scelto per volontà popolare come vescovo di Tolemaide; dopo lunghe esitazioni causate da motivi personali e dottrinali, accettò l'incombenza con molta riluttanza e fu consacrato da Teofilo ad Alessandria. Per comprendere meglio il controverso contesto, interiore e pubblico in cui si muoveva, si consideri che al tempo della sua designazione e forse anche alla sua investitura egli non era ancora battezzato.  Non essendo ancora stabilite le regole che odiernamente valgono per alcune confessioni, stiamo ancora al principio dell'elaborazione della teologia e dell'organizzazione cristiana e cattolica (solo "...nella seconda metà dell'undicesimo secolo il papato acquistò una posizione più forte e Gregorio VII emanò un divieto di matrimonio per il clero."), mantenne la propria moglie a cui era profondamente affezionato; rifiutò delle fondamentali credenze cristiane - la creazione dell'anima, la resurrezione della carne e la fine del mondo - anche se fece alcune concessioni durante le sue lezioni pubbliche.  Accettò del cristianesimo quanto concordava con la sua filosofia, ma successivamente (e progressivamente, come attestano le sue lettere) aderì anche a principi prima negati, riconsiderandoli non in contrasto con l'essenza della filosofia platonica.
La sua reggenza del vescovato fu afflitta da sofferenze personali e pubbliche: la morte dei figli, la corruzione amministrativa, le incursioni barbariche, durante le quali dette prova di abilità di comando militare. Ebbe un rapporto conflittuale col praeses Andronico, che scomunicò per aver interferito col diritto d'asilo della Chiesa.
La data della sua morte non è nota; si propende per il 413 in quanto non sembra essere venuto a conoscenza della morte violenta di Ipazia. Una leggenda volle farlo santo, ma tutti gli studiosi non gli concedono nemmeno la qualifica di padre della Chiesa.

## Opere
Le opere di Sinesio conservatesi fino al giorno d'oggi (raccolte in Jacques-Paul Migne (a cura di), Patrologiae Cursus Completus, Series Graeca, Parigi, 1859, volume 66) sono:
- De regno ad Arcadium imperatorem («Sulla regalità all'imperatore Arcadio»), discorso ad Arcadio sui doveri di un sovrano;
- Dio, vel de suo ipsius vitae instituto («Dione, o del vivere secondo il suo ideale»), una difesa della formazione letteraria e della scelta di vita filosofica;
- Calvitii encomium («Elogio della calvizie»), una risposta all'Elogio della capigliatura di Dione Crisostomo;[11]
- Aegyptius, sive de Providentia («Racconto egiziano, o sulla Provvidenza»), un'opera allegorica in due libri, di tema politico;
- De somniis, un trattato sui sogni, rimasto celebre e commentato estensivamente da Girolamo Cardano;
- Homiliae, due omelie;
- Epistolae, raccolta di 157 lettere, di cui una, la numero 57, è di fatto un discorso;
- Catastasis e Constitutio, due allocuzioni relative alle incursioni barbare nel territorio della Cirenaica;
- De dono astrolabii, sul dono di un astrolabio;
- Hymni, nove inni di matrice neoplatonico-cristiana, più uno spurio attribuito a Giorgio «scellerato».

È noto che compose anche:
- un libro dal titolo Le cinegetiche, probabilmente di argomento venatorio;
- varie poesie, di cui si fa cenno nelle lettere;
- un trattato matematico sulle curve risultanti dalle sezioni del cono.

Sinesio scriveva in dialetto attico, anche se gli inni sono in dialetto dorico.

## Edizioni
- Editio princeps, Turnebus (Paris, 1553)
- Antonio Garzya (a cura di), Opere di Sinesio di Cirene, collana Classici greci, (con traduzione italiana), Torino, UTET, 1989.
- Antonio Garzya, Christian Lacombrade, Jacques Lamoureux, Noël Ajoulat (a cura di), Synésios de Cyrène, Collection Budé, 6 voll., 1978-2008 (con traduzione francese di Lacombrade, Roques, e Aujoulat)
- Sinesio di Cirene, Inni, prefazione, testo critico e traduzione di Antonio Dell'Era,  Tuminelli editore 1968, pag 236.
- Pseudo-Democrito, Scritti alchemici: Con il commentario di Sinesio, edizione critica del testo greco, traduzione e commento di Matteo Martelli, Milano, Archè 2011.
- Sinesio di Cirene, Tutte le opere. Testo greco a fronte, a cura di Francesco Monticini. Milano, Bompiani, 2024.